# Equisetum pratense
Equisetum pratense es una planta perteneciente a la familia Equisetaceae donde se incluye la cola de caballo y sus similares.

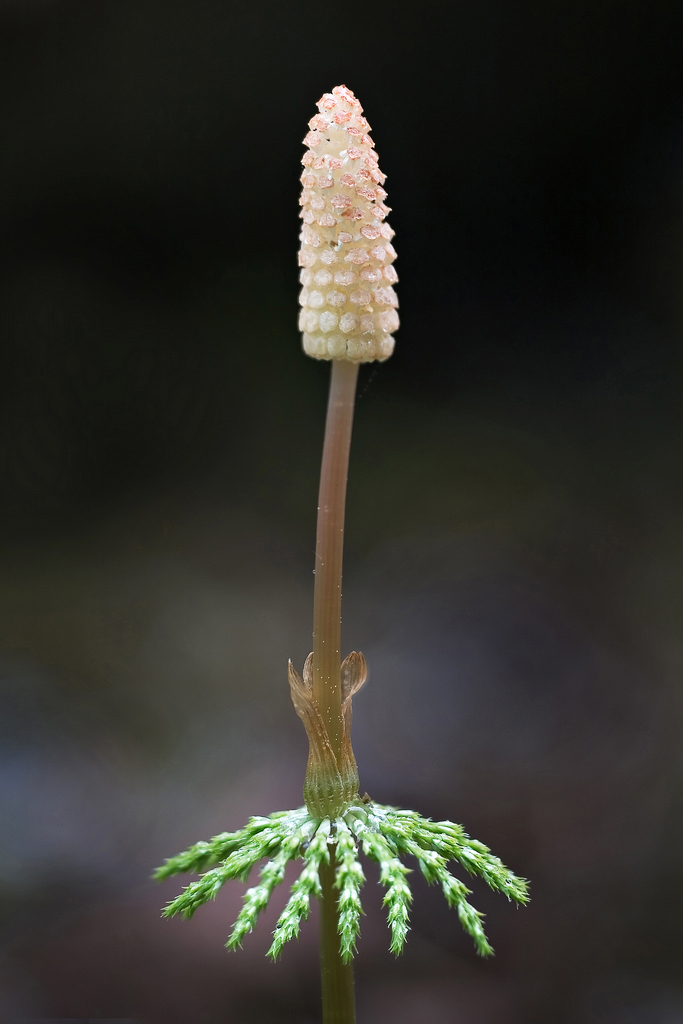
Detalle de la planta

## Descripción
Tiene tallos vegetativos verdes, ramificados, de 16-50 cm de altura; con el centro hueco. Vainas algo alargadas, 3-5 × 2-4 mm; dientes 8-18, estrechas, 1,5-4 mm, y márgenes blancos. Ramas en verticilos regulares, horizontales para caídas y sólidas. Tallos fértiles de color marrón, con estomas, inicialmente no ramificados, persistentes y cada vez ramificado y verde después del alta de esporas. Los conos con apertura a finales de primavera.

## Distribución
Se encuentra en los prados y bosques húmedos, a una altitud de 0-2000 metros, en Norteamérica, Eurasia al noreste de China, Japón, en Hokkaido.

## Hábitat
Es una cola de caballo de sombra que se puede encontrar comúnmente en bosques con árboles altos o follaje muy espeso que puedan proporcionar sombra. También tienden a crecer más y más gruesa alrededor de arroyos, lagunas y ríos.

## Taxonomía
Equisetum pratense fue descrita por  Jakob Friedrich Ehrhart y publicado en Hannoverisches Magazin 22: 138. 1784.
Etimología
Equisetum: nombre genérico que proviene del latín: equus = (caballo) y seta (cerda).
pratense: epíteto latíno que significa "de los prados".
Sinónimos
- Equisetum umbrosum   J.G.F.Mey. ex Willd. [1809]
- Equisetum ehrhartii G.Mey.
- Equisetum drummondii Hook. [1830]
- Equisetum amphibolium Retz. & Sandmark
- Allostelites pratense (Ehrh.) Börner[4]